# Susukan (Wanayasa)
Susukan is een bestuurslaag in het regentschap Banjarnegara van de provincie Midden-Java, Indonesië. Susukan telt 2240 inwoners (volkstelling 2010).